# Sjaak Swart
Jesaia (Sjaak) Swart (Muiderberg, 3 juli 1938) is een voormalig profvoetballer. Hij maakte deel uit van het gouden Ajax-elftal van begin jaren zeventig van de twintigste eeuw, dat in 1971, 1972 en 1973 de Europacup I wist te winnen. Zijn bijnaam is Mister Ajax. Sjaak Swart is bondsridder van de KNVB, geridderd door koningin Beatrix en ereburger van Amsterdam.

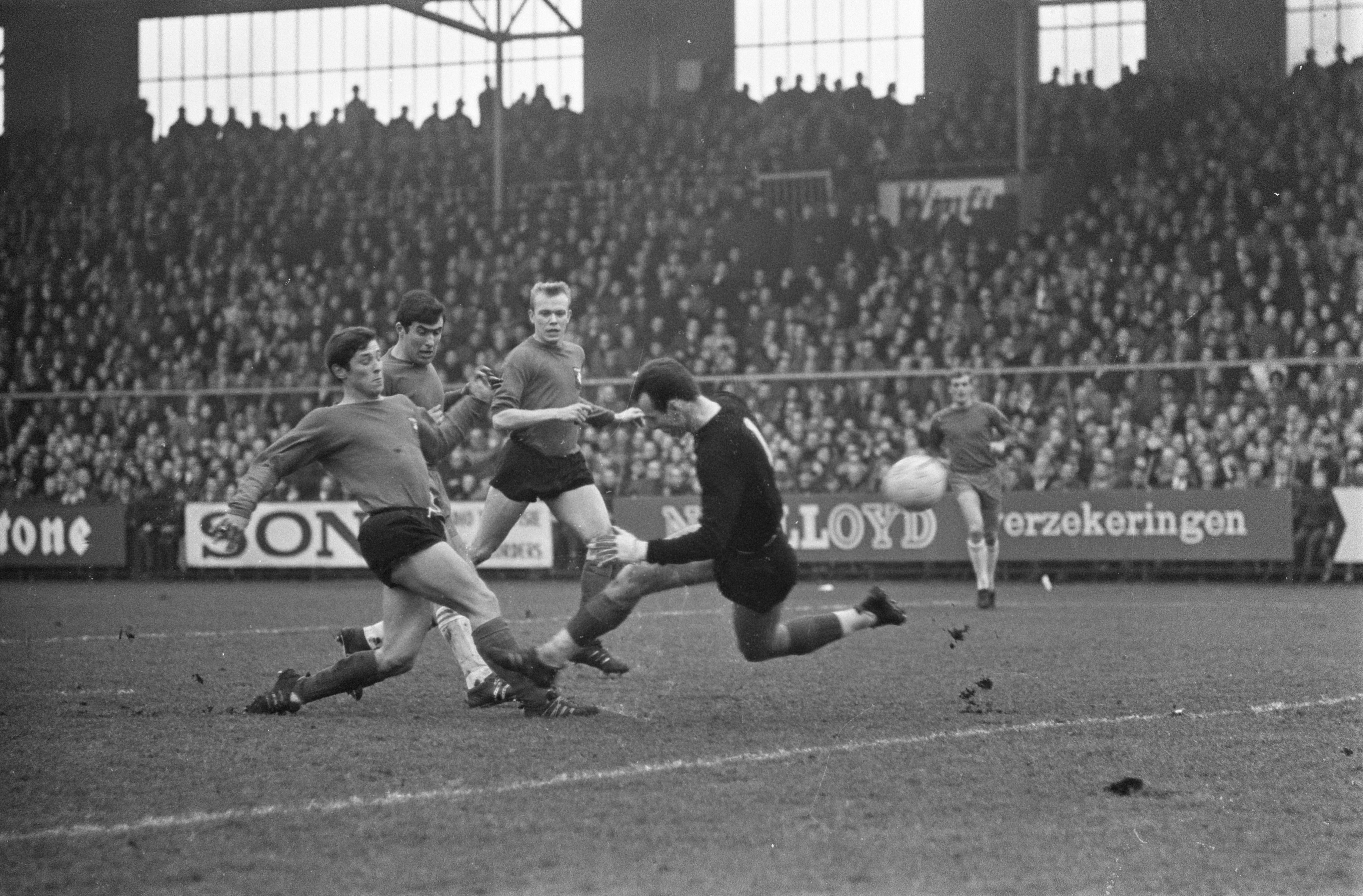
15-1-1967, Ajax-FC Twente 6-2. Sjaak Swart scoort, keeper Zoran Misic is geslagen. In het seizoen 1966/67 scoorde Ajax 122 goals, nog steeds een record. Er werd een doelsaldo van +88 (122-34) behaald, wat 21 jaar lang een record zou blijven, en in 1988 en 1998 slechts licht verbeterd is door PSV (+89) en Ajax (+90).

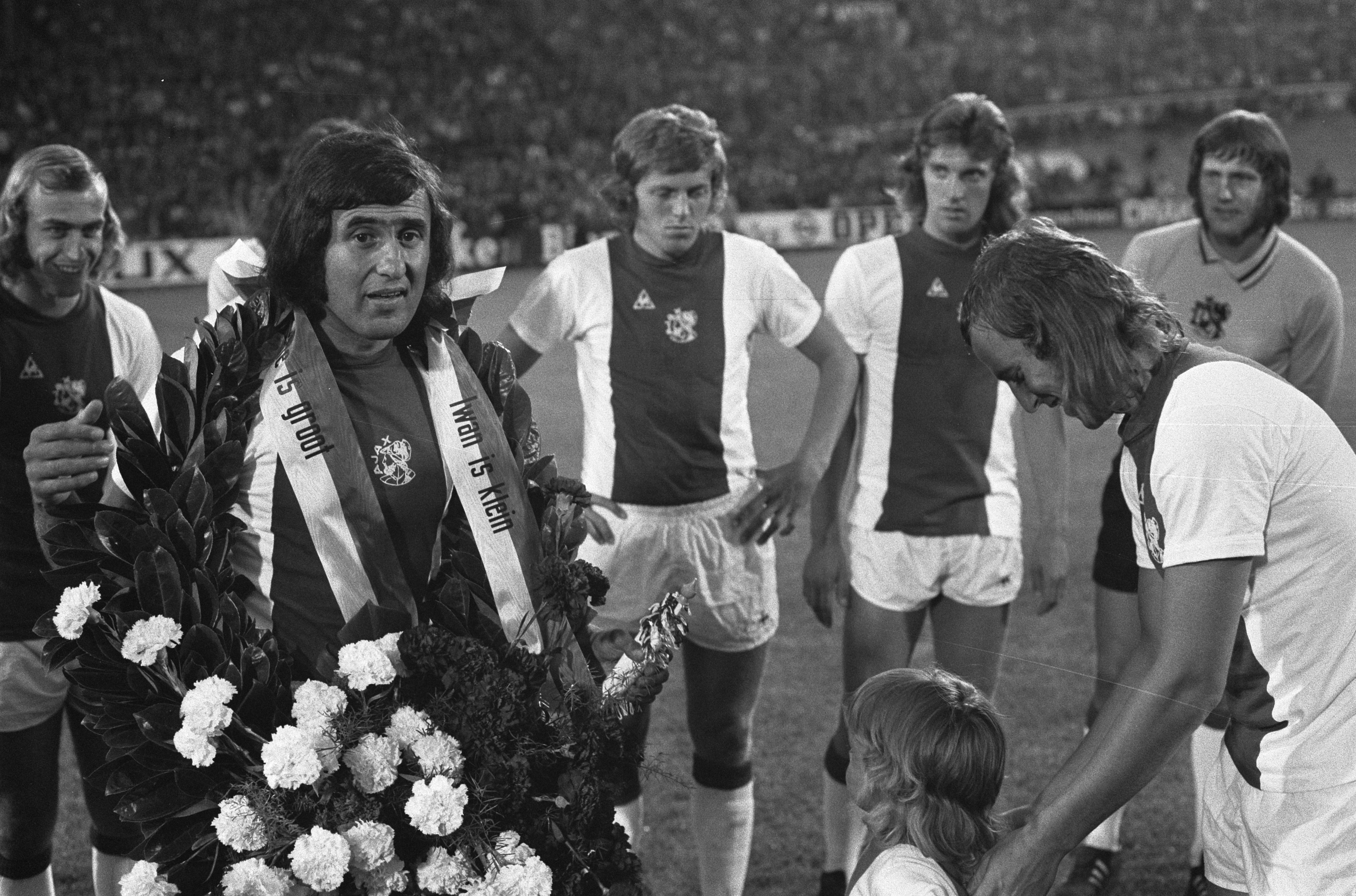
Afscheid Sjaak Swart in benefietwedstrijd Ajax-Tottenham Hotspur (4-1, 8-8-1973). Van links naar rechts: Horst Blankenburg, Sjaak Swart (met krans), Arie Haan, Ruud Krol, Johan Neeskens en doelman Sies Wever.

Op 22 januari 2010 is Swart (samen met Piet Keizer) benoemd tot erelid van Ajax. Al jarenlang was de eventuele benoeming van Swart tot erelid van Ajax een gespreksonderwerp binnen de club. Daarbij moest de ongeschreven regel worden veranderd dat (oud-)spelers geen erelid kunnen worden.
Hij was jarenlang samen met Bennie Muller, Henk Groot, Piet Keizer en Johan Cruijff het gezicht van Ajax. Swart is na zijn carrière bij Ajax nog fanatiek blijven voetballen in de amateursectie van Ajax en speelt nog geregeld in het gelegenheidsteam van oud-profs Lucky Ajax en andere gelegenheidsteams met oud-internationals. Hij speelt nog ongeveer 30 wedstrijden per jaar en heeft zijn eigen 'Tafel van Sjaak' in de Champions Lounge van de Johan Cruijff ArenA.

## Loopbaan als speler

### Ajax
Swart maakte op 16 september 1956, als achttienjarige, zijn debuut in het eerste elftal van Ajax. In het bekerduel tegen Stormvogels dat met 3-2 werd gewonnen kwam Swart de hele wedstrijd in actie. Tijdens zijn debuutseizoen wist Ajax de eerste editie van de Eredivisie te winnen. Swart kwam dat seizoen tot vijf competitiewedstrijden. Het daaropvolgende seizoen maakte Swart zijn eerste doelpunt voor Ajax. In de competitiewedstrijd tegen NOAD op 6 oktober 1957 was Swart voor de eerste keer trefzeker. Ruim een maand later mocht Swart, net als Ajax, debuteren in het Europacupvoetbal. Swart maakte zijn debuut tijdens de uitwedstrijd tegen het Oost-Duitse SC Wismut. Na zijn debuut in 1956 wist Swart ongeveer anderhalf jaar geen doelpunt te maken in een thuiswedstrijd van Ajax; hij scoorde alleen in uitwedstrijden. Op 1 januari 1959 brak hij met die traditie door in de bekerwedstrijd tegen JOS te scoren. In het doelpuntenfestijn tegen FC Volendam (9-0) maakte Swart het 100e doelpunt van Ajax in het seizoen 1959/60. Ajax scoorde dat seizoen voor het eerst meer dan 100 doelpunten, namelijk 109. In het seizoen 1961/62 werd de KNVB beker gewonnen, met een zeer hoog doelsaldo van +25 (39-14).
Zijn eerste Europese titel pakte Swart met Ajax in het seizoen 1961/1962. Ajax wist op 26 april 1962 de Intertoto Cup te winnen door in de finale Feyenoord na verlenging met 4-2 te verslaan. Swart maakte eind jaren zestig de opkomst mee van 'het Gouden Ajax'. Dat verloor in 1969 de Europacup 1-finale van AC Milan (1-4), maar won in de drie achtereenvolgende seizoenen Europacup I 1970/71, Europacup I 1971/72 en Europacup I 1972/73 de beker met de grote oren. Volgens de overlevering zei Swart, toen hij in 1972 de halve finale tegen Benfica (1-0) met een kopbal had beslist: "Ik moest toevallig toch die kant uit". Ook won Swart met Ajax de 1e editie van de UEFA Super Cup, gaande over het seizoen 1971/72, maar pas gespeeld ruim een half jaar na het einde van het seizoen 1971/72, in januari 1973. Ajax versloeg Glasgow Rangers uit Schotland in twee wedstrijden. Uit werd met 1-3 gewonnen in Glasgow, en thuis in Amsterdam werd eveneens gewonnen door Ajax, 3-2.
Swart speelde zijn hele professionele carrière voor AFC Ajax. Hij is de Ajax-speler met het meeste aantal wedstrijden in de hoofdmacht. Hij speelde 603 officiële wedstrijden voor de Amsterdamse club, waaronder 463 wedstrijden in de Eredivisie, meestal met rugnummer 8. Met 175 doelpunten staat hij derde op de lijst van Ajax' meest productieve aanvallers, na Johan Cruijff en Piet van Reenen. Op 19 mei 1973 speelde hij zijn laatste officiële wedstrijd.

## Carrièrestatistieken
| Seizoen         | Club            |                    | Competitie      | Competitie | Competitie | Beker | Beker | Internationaal | Internationaal | Overig | Overig | Totaal | Totaal |
| Seizoen         | Club            | Wed.               | Competitie      | Dlp.       | Wed.       | Dlp.  | Wed.  | Dlp.           | Wed.           | Dlp.   | Wed.   | Dlp.   |        |
| --------------- | --------------- | ------------------ | --------------- | ---------- | ---------- | ----- | ----- | -------------- | -------------- | ------ | ------ | ------ | ------ |
| 1956/57         | Ajax            | Vlag van Nederland | Eredivisie      | 5          | 0          | 1     | 0     | —              | —              | —      | —      | 6      | 0      |
| 1957/58         | Ajax            | Vlag van Nederland | Eredivisie      | 19         | 4          | —     | —     | 2              | 0              | —      | —      | 21     | 4      |
| 1958/59         | Ajax            | Vlag van Nederland | Eredivisie      | 7          | 3          | 5     | 4     | —              | —              | —      | —      | 12     | 7      |
| 1959/60         | Ajax            | Vlag van Nederland | Eredivisie      | 29         | 18         | —     | —     | —              | —              | 5      | 4      | 34     | 22     |
| 1960/61         | Ajax            | Vlag van Nederland | Eredivisie      | 33         | 9          | 7     | 3     | 2              | 1              | 5      | 4      | 47     | 17     |
| 1961/62         | Ajax            | Vlag van Nederland | Eredivisie      | 33         | 5          | 2     | 1     | 2              | 0              | 6      | 2      | 43     | 8      |
| 1962/63         | Ajax            | Vlag van Nederland | Eredivisie      | 28         | 5          | 2     | 0     | —              | —              | 1      | 0      | 31     | 5      |
| 1963/64         | Ajax            | Vlag van Nederland | Eredivisie      | 30         | 12         | 5     | 0     | —              | —              | —      | —      | 35     | 12     |
| 1964/65         | Ajax            | Vlag van Nederland | Eredivisie      | 29         | 11         | 1     | 0     | —              | —              | —      | —      | 30     | 11     |
| 1965/66         | Ajax            | Vlag van Nederland | Eredivisie      | 30         | 11         | 5     | 3     | —              | —              | —      | —      | 35     | 14     |
| 1966/67         | Ajax            | Vlag van Nederland | Eredivisie      | 34         | 24         | 5     | 3     | 6              | 3              | —      | —      | 45     | 30     |
| 1967/68         | Ajax            | Vlag van Nederland | Eredivisie      | 33         | 12         | 7     | 2     | 2              | 0              | —      | —      | 42     | 14     |
| 1968/69         | Ajax            | Vlag van Nederland | Eredivisie      | 32         | 13         | 3     | 2     | 10             | 3              | 4      | 2      | 49     | 20     |
| 1969/70         | Ajax            | Vlag van Nederland | Eredivisie      | 31         | 13         | 6     | 1     | 10             | 6              | —      | —      | 47     | 20     |
| 1970/71         | Ajax            | Vlag van Nederland | Eredivisie      | 31         | 16         | 6     | 1     | 8              | 1              | —      | —      | 45     | 18     |
| 1971/72         | Ajax            | Vlag van Nederland | Eredivisie      | 33         | 11         | 5     | 3     | 9              | 3              | —      | —      | 47     | 17     |
| 1972/73         | Ajax            | Vlag van Nederland | Eredivisie      | 26         | 9          | 1     | 0     | 3              | 1              | 4      | 0      | 34     | 10     |
| Club totaal     | Club totaal     | Club totaal        | Club totaal     | 463        | 176        | 61    | 23    | 54             | 18             | 25     | 12     | 603    | 229    |
| Carrière totaal | Carrière totaal | Carrière totaal    | Carrière totaal | 463        | 176        | 61    | 23    | 54             | 18             | 25     | 12     | 603    | 229    |

## Interlandvoetbal

### Nederland
Hij debuteerde op 26 juni 1960 tijdens de wedstrijd Mexico - Nederlands elftal. Hij mocht beginnen in de basis en werd na 56 minuten gewisseld. De wedstrijd werd uiteindelijk wel verloren met 3-1. In zijn derde wedstrijd scoorde hij zijn eerste doelpunt voor het Nederlands elftal. Hij scoorde de 0-1 tegen Suriname, de wedstrijd werd uiteindelijk met 3-4 gewonnen. Zijn laatste interland was in 1972 nadat hij bijna vier jaar niet in actie was gekomen voor het Nederlands elftal. Nederland won die wedstrijd met 1-2 van Tsjecho-Slowakije. Swart speelde uiteindelijk 31 interlands voor het Nederlands elftal en scoorde daarin tien keer. Het bijzondere is wel dat ondanks dat hij zoveel prijzen met Ajax heeft gewonnen, hij nooit een prijs heeft gewonnen met Nederland of zelfs maar een eindtoernooi heeft gespeeld als international.
| Interlands van Sjaak Swart voor Nederland | Interlands van Sjaak Swart voor Nederland | Interlands van Sjaak Swart voor Nederland  | Interlands van Sjaak Swart voor Nederland | Interlands van Sjaak Swart voor Nederland | Interlands van Sjaak Swart voor Nederland |
| №                                         | Datum                                     | Wedstrijd                                  | Uitslag                                   | Soort Wedstrijd                           | Doelpunten                                |
| ----------------------------------------- | ----------------------------------------- | ------------------------------------------ | ----------------------------------------- | ----------------------------------------- | ----------------------------------------- |
|                                           |                                           |                                            |                                           |                                           |                                           |
| Als speler bij AFC Ajax                   |                                           |                                            |                                           |                                           |                                           |
| 1.                                        | 26 juni 1960                              | Mexico - Nederland                         | 3 – 1                                     | Vriendschappelijk                         | 0                                         |
| 2.                                        | 29 juni 1960                              | Nederlandse Antillen - Nederland           | 0 – 0                                     | Vriendschappelijk                         | 0                                         |
| 3.                                        | 3 juli 1960                               | Suriname - Nederland                       | 3 – 4                                     | Vriendschappelijk                         | 1                                         |
| 4.                                        | 22 maart 1961                             | Nederland - België                         | 6 – 2                                     | Vriendschappelijk                         | 1                                         |
| 5.                                        | 19 april 1961                             | Nederland - Mexico                         | 1 – 2                                     | Vriendschappelijk                         | 0                                         |
| 6.                                        | 30 april 1961                             | Nederland - Hongarije                      | 0 – 3                                     | WK-kwalificatie '62                       | 0                                         |
| 7.                                        | 12 november 1961                          | Nederland - België                         | 0 – 4                                     | Vriendschappelijk                         | 0                                         |
| 8.                                        | 1 april 1962                              | België - Nederland                         | 3 – 1                                     | Vriendschappelijk                         | 0                                         |
| 9.                                        | 9 mei 1962                                | Nederland - Noord-Ierland                  | 4 – 0                                     | Vriendschappelijk                         | 1                                         |
| 10.                                       | 16 mei 1962                               | Noorwegen - Nederland                      | 2 – 1                                     | Vriendschappelijk                         | 0                                         |
| 11.                                       | 5 september 1962                          | Nederland - Nederlandse Antillen           | 8 – 0                                     | Vriendschappelijk                         | 2                                         |
| 12.                                       | 26 september 1962                         | Denemarken - Nederland                     | 4 – 1                                     | Vriendschappelijk                         | 0                                         |
| 13.                                       | 11 november 1962                          | Nederland - Zwitserland                    | 3 – 1                                     | EK-kwalificatie '64                       | 1                                         |
| 14.                                       | 3 maart 1963                              | Nederland - België                         | 0 – 1                                     | Vriendschappelijk                         | 0                                         |
| 15.                                       | 31 maart 1963                             | Zwitserland - Nederland                    | 1 – 1                                     | EK-kwalificatie '64                       | 0                                         |
| 16.                                       | 17 april 1963                             | Nederland - Frankrijk                      | 1 – 0                                     | Vriendschappelijk                         | 0                                         |
| 17.                                       | 11 september 1963                         | Nederland - Luxemburg                      | 1 – 1                                     | EK-kwalificatie '64                       | 0                                         |
| 18.                                       | 20 oktober 1963                           | Nederland - België                         | 1 – 1                                     | Vriendschappelijk                         | 0                                         |
| 19.                                       | 14 november 1965                          | Zwitserland - Nederland                    | 2 – 1                                     | WK-kwalificatie '66                       | 0                                         |
| 20.                                       | 23 maart 1966                             | Nederland - West-Duitsland                 | 2 – 4                                     | Vriendschappelijk                         | 1                                         |
| 21.                                       | 11 mei 1966                               | Schotland - Nederland                      | 0 – 3                                     | Vriendschappelijk                         | 0                                         |
| 22.                                       | 7 september 1966                          | Nederland - Hongarije                      | 2 – 2                                     | EK-kwalificatie '68                       | 0                                         |
| 23.                                       | 6 november 1966                           | Nederland - Tsjecho-Slowakije              | 1 – 2                                     | Vriendschappelijk                         | 1                                         |
| 24.                                       | 30 november 1966                          | Nederland - Denemarken                     | 2 – 0                                     | EK-kwalificatie '68                       | 1                                         |
| 25.                                       | 5 april 1967                              | Duitse Democratische Republiek - Nederland | 4 – 3                                     | EK-kwalificatie '68                       | 0                                         |
| 26.                                       | 16 april 1967                             | België - Nederland                         | 1 – 0                                     | Vriendschappelijk                         | 0                                         |
| 27.                                       | 1 november 1967                           | Nederland - Joegoslavië                    | 1 – 2                                     | Vriendschappelijk                         | 1                                         |
| 28.                                       | 7 april 1968                              | Nederland - België                         | 1 – 2                                     | Vriendschappelijk                         | 0                                         |
| 29.                                       | 1 mei 1968                                | Polen - Nederland                          | 0 – 0                                     | Vriendschappelijk                         | 0                                         |
| 30.                                       | 4 september 1968                          | Nederland - Luxemburg                      | 2 – 0                                     | WK-kwalificatie '70                       | 0                                         |
| 31.                                       | 30 augustus 1972                          | Tsjecho-Slowakije - Nederland              | 1 – 2                                     | Vriendschappelijk                         | 0                                         |

## Sigarenwinkel
Swart runde een sigarenwinkel in de Pontanusstraat 54 te Amsterdam.

## Vernoeming
Op 24 september 2005 werd een brug in de Amsterdamse wijk Park de Meer vernoemd naar Swart. Het is een van twaalf bruggen die genoemd zijn naar spelers van het Gouden Ajax.

## Biografie
Op 14 december 2009 verscheen zijn biografie, Mister Ajax - De eeuwige jeugd van Sjaak Swart die is geschreven door Raymond Bouwman.
In 2018 kwam het boek Sjaak Swart 80 uit. Jaap Visser en Matty Verkamman brengen een groot boek met dvd uit over de dan 80-jarige Swart.

## Erelijst
| Competitie                   |        |                                                                        |      |      |
| Competitie                   | Aantal | Jaren                                                                  |      |      |
| Ajax                         | Ajax   | Ajax                                                                   | Ajax | Ajax |
| ---------------------------- | ------ | ---------------------------------------------------------------------- | ---- | ---- |
| Mondiaal                     |        |                                                                        |      |      |
| Wereldbeker voor clubteams 1 | 1x     | 1972                                                                   |      |      |
| Continentaal                 |        |                                                                        |      |      |
| Europacup I                  | 3x     | 1970/71, 1971/72, 1972/73                                              |      |      |
| Europese Supercup            | 1x     | 1972                                                                   |      |      |
| International Football Cup   | 2x     | 1961/62, poulewinnaar in 1968                                          |      |      |
| Nationaal                    |        |                                                                        |      |      |
| Eredivisie                   | 8x     | 1956/57, 1959/60, 1965/66, 1966/67, 1967/68, 1969/70, 1971/72, 1972/73 |      |      |
| KNVB Beker                   | 5x     | 1960/61, 1966/67, 1969/70, 1970/71, 1971/72                            |      |      |